# Otorrhée

Otorrhée lors d'une otite externe.

L'otorrhée est un écoulement de liquide séreux, mucoïde ou purulent provenant du conduit auditif externe, témoin d'une affection de l'oreille, le plus souvent d'origine infectieuse, comme lors d'une otite externe ou d'une otite moyenne avec perforation du tympan.